# Polynema lodgei
Polynema lodgei är en stekelart som beskrevs av Girault 1913. Polynema lodgei ingår i släktet Polynema och familjen dvärgsteklar. Inga underarter finns listade i Catalogue of Life.